# Amori elementari
Amori elementari è un film del 2014 diretto da Sergio Basso.

## Trama
Ad Alleghe, un paesino delle Dolomiti, alcuni bambini vivono i primi amori. Matilde è innamorata di Tobia, il quale ama Agata, da poco arrivata nella piccola comunità per mettere "disordine" alle amicizie di ragazzini uniti dalla passione per lo sport; Katerina e Aleksey, entrambi di origine russa, si amano; Ajit, figlio di una coppia di indiani, è innamorato di Matilde e lo confessa al suo amico immaginario.
Attraverso un piano, i ragazzi riescono a iscrivere la squadra a torneo di hockey su ghiaccio a Mosca. Il loro allenatore ne rimane oltre che coinvolto molto entusiasta, e partono con tutta la squadra sia di hockey che di pattinaggio artistico femminile, nonché con la loro allenatrice.
Nei tornei i ragazzi portano a casa buoni risultati, ma per una questione d'amore alcuni di loro decidono di accompagnare un'amica in un paese dove cercherà di trovare il suo amato, conosciuto in un gioco degli scacchi. Dopo varie peripezie, tra cui anche l'essere inseguiti dal bigliettaio del treno che hanno preso senza biglietto, scendono da esso senza sapere dove si trovano. Fuggiti dalla stazione, cercano di raggiungere Mosca per partecipare alla partita finale.
Comincia a calare la sera, e il freddo si fa sentire, quindi si introducono in un convento di preti greco-ortodossi presso i quali troveranno conforto e cibo, e che il giorno dopo li aiuteranno portandoli a Mosca per la decisiva partita.